# Sminthurinus igniceps
Sminthurinus igniceps är en urinsektsart som beskrevs av Reuter 1881. Sminthurinus igniceps ingår i släktet Sminthurinus och familjen Katiannidae. Arten är reproducerande i Sverige. Inga underarter finns listade i Catalogue of Life.